# Stanisław Żarnecki
Stanisław Marian Żarnecki właściwe Izydor Goldfinger (ur. 31 maja 1877 w Krakowie, zm. 27 stycznia 1956 tamże) – polski malarz i grafik pochodzenia żydowskiego.

## Życiorys
W 1881 uczęszczał do klasy I D Gimnazjum św. Anny Studiował w latach 1897–1905 w Krakowskiej Szkole Sztuk Pięknych u Teodora Axentowicza, Józefa Mehoffera oraz Józefa Unierzyskiego został dwukrotnie wyróżniony medalami. W czasie studiów zmienił wyznanie ojcem chrzestnym został ówczesny rektor ASP Julian Fałat. W 1914 roku wyjechał do Wiednia, w czasie I wojny światowej służył w armii austriackiej malując liczne portrety wojskowych. W 1918 powraca do Krakowa gdzie zakłada własną pracownię malarską. Z Urzędu Miasta Krakowa otrzymuje zlecenie na wykonanie portretów prezydentów: Józefa Friedleina, Feliksa Szlachtowskiego oraz Ferdynanda Weigla, które do dziś wiszą w Holu Prezydenckim Krakowskiego Magistratu. Swoje obrazy wystawiał między innymi w Krakowskim Towarzystwie Przyjaciół Sztuk Pięknych. Zasłynął jako portrecista i twórca pejzaży, rzadziej zaś malował kwiaty i martwe natury. Był mężem Anny z Meduskich absolwentki UJ, nauczycielki i ojcem Tadeusza Żarneckiego, inżyniera - profesora Politechniki Warszawskiej. Po rozwodzie 10.02.1921, poślubił w warszawskim kościele ewangelicko-reformowanym Józefę Antonię Mielaczkównę.
Pochowany został na cmentarzu Rakowickim.

## Ważniejsze dzieła
- Autoportret z 1928 [online], judaika.polin.pl [zarchiwizowane z adresu 2019-10-28].
- Portret kobiety z warkoczem, pocz. XX w.
- Portret kobiecy z 1903
- Portret rotmistrza , 1906 [online], koneser.krakow.pl [zarchiwizowane z adresu 2014-04-13].